# 로카피아
로카피아(이탈리아어: Rocca Pia)는 이탈리아 아브루초주 라퀼라도에 있는 코무네이다. 로마 근처에 있는 티볼리에 있는 성의 이름과 같다.